# すぎ去りし日の…
『すぎ去りし日の…』（すぎさりしひの、原題：フランス語: Les choses de la vie）は、1969年に撮影され、1970年に公開されたフランス・イタリア・スイスの合作映画である。

## 概要
ポール・ギマールの同名の小説『人生のできごと』（改題『わかれ路』）の映画化であり、クロード・ソーテが脚色・監督、ミシェル・ピコリとロミー・シュナイダーが主演した。
1994年にアメリカで『わかれ路』として再映画化されている。（リチャード・ギア、シャロン・ストーン主演）

## キャスト
- ピエール・ベラール：ミシェル・ピコリ
- エレーヌ：ロミー・シュナイダー
- カトリーヌ（ピエールの妻）：レア・マッサリ

## スタッフ
- 監督/脚色：クロード・ソーテ
- 脚色：ジャン＝ルー・ダバディ
- 製作：ジャン・ボルヴァリ、レイモン・ダノン、ロラン・ジラール
- 音楽：フィリップ・サルド
- 撮影：ジャン・ボフェティ
- 編集：ジャクリーヌ・ティエド
- 装置：アンドレ・ピルタン
- 衣裳：ジャック・コタン

## 映画賞受賞・ノミネーション
- 受賞
  - ルイ・デリュック賞：クロード・ソーテ
- ノミネーション
  - 第23回カンヌ国際映画祭パルム・ドール：クロード・ソーテ